# Закуски з баклажанів

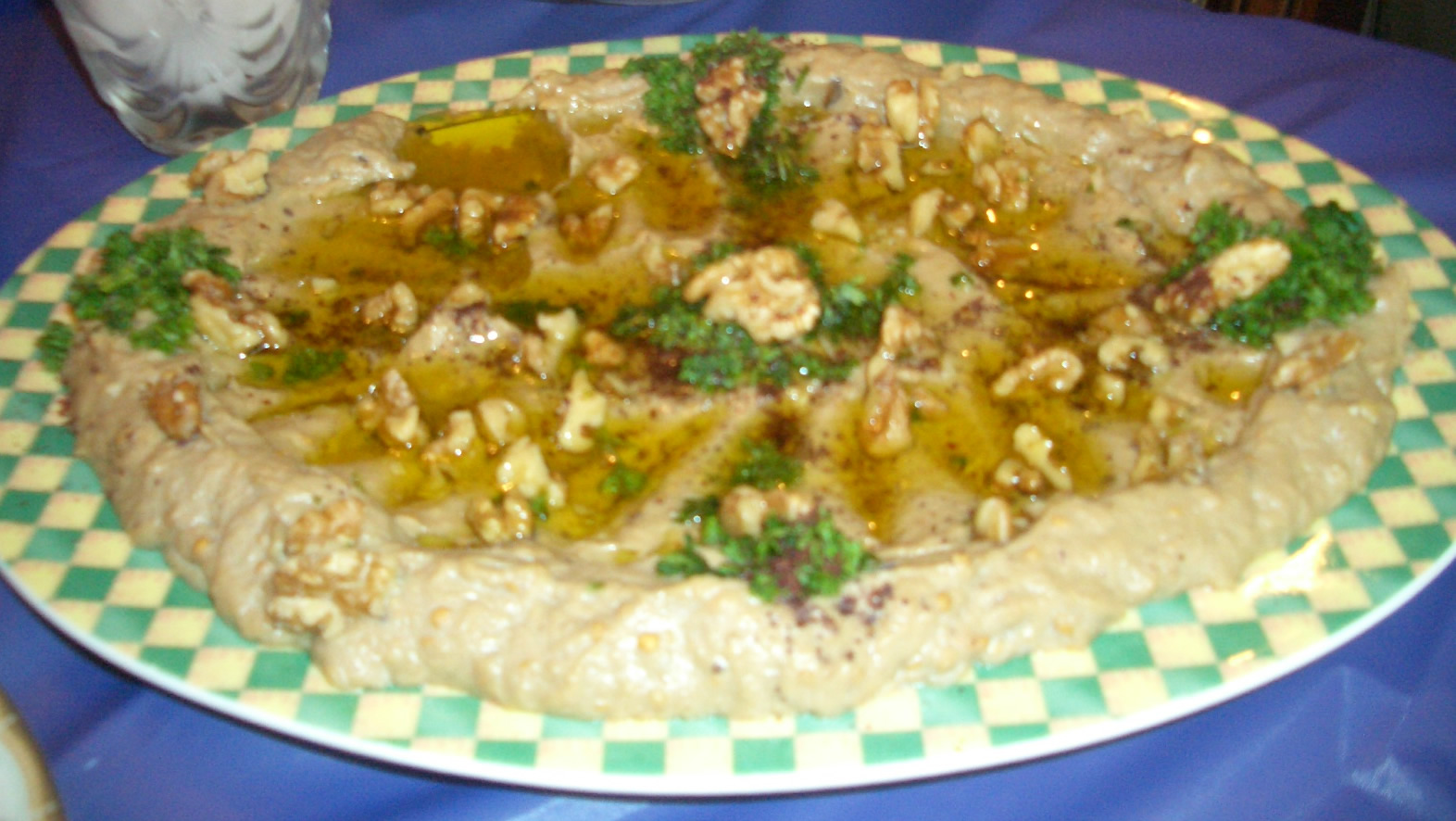
Баба гануш по-сирійськи

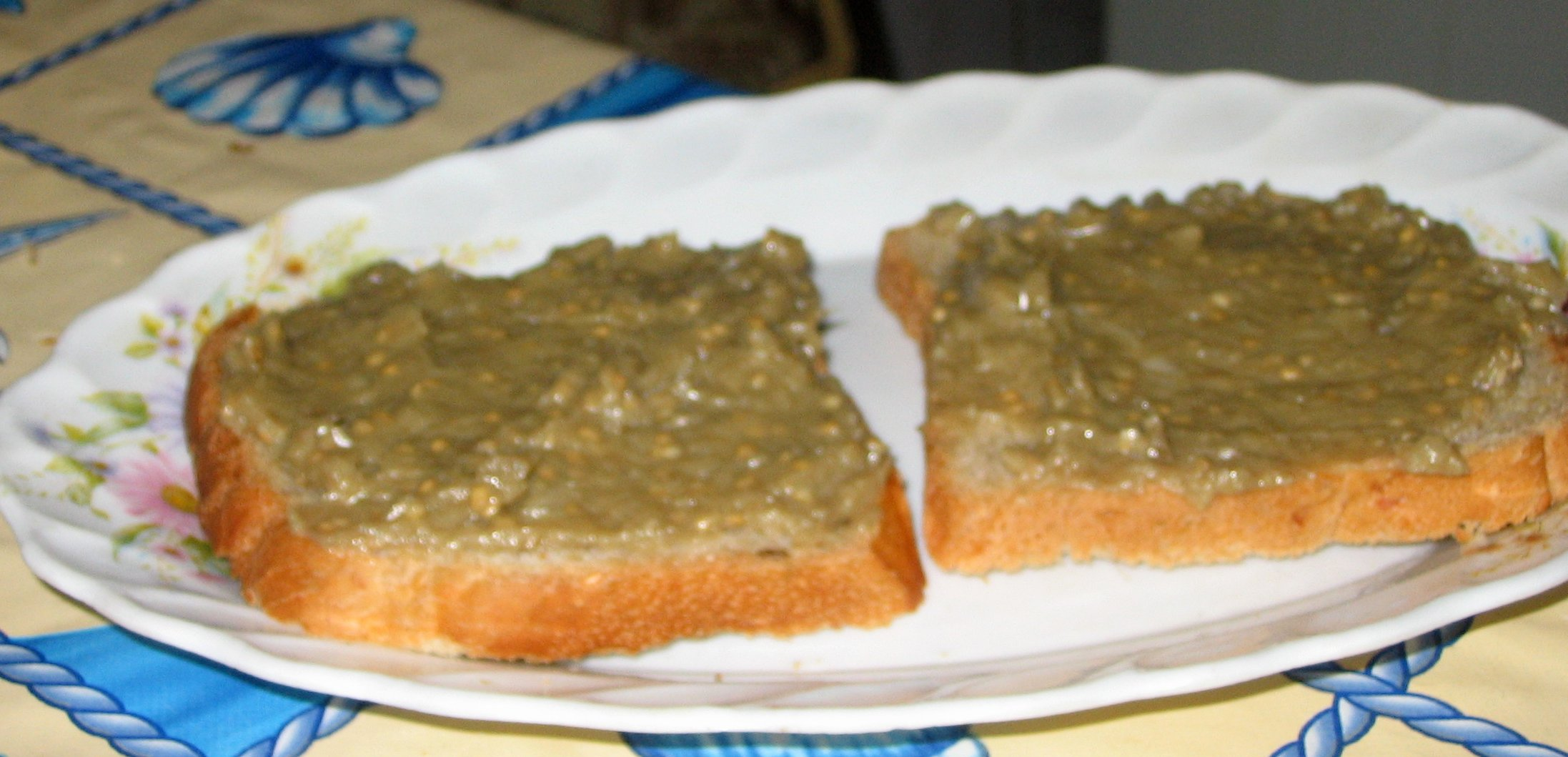
«Салат з синіх», намазаний на хліб

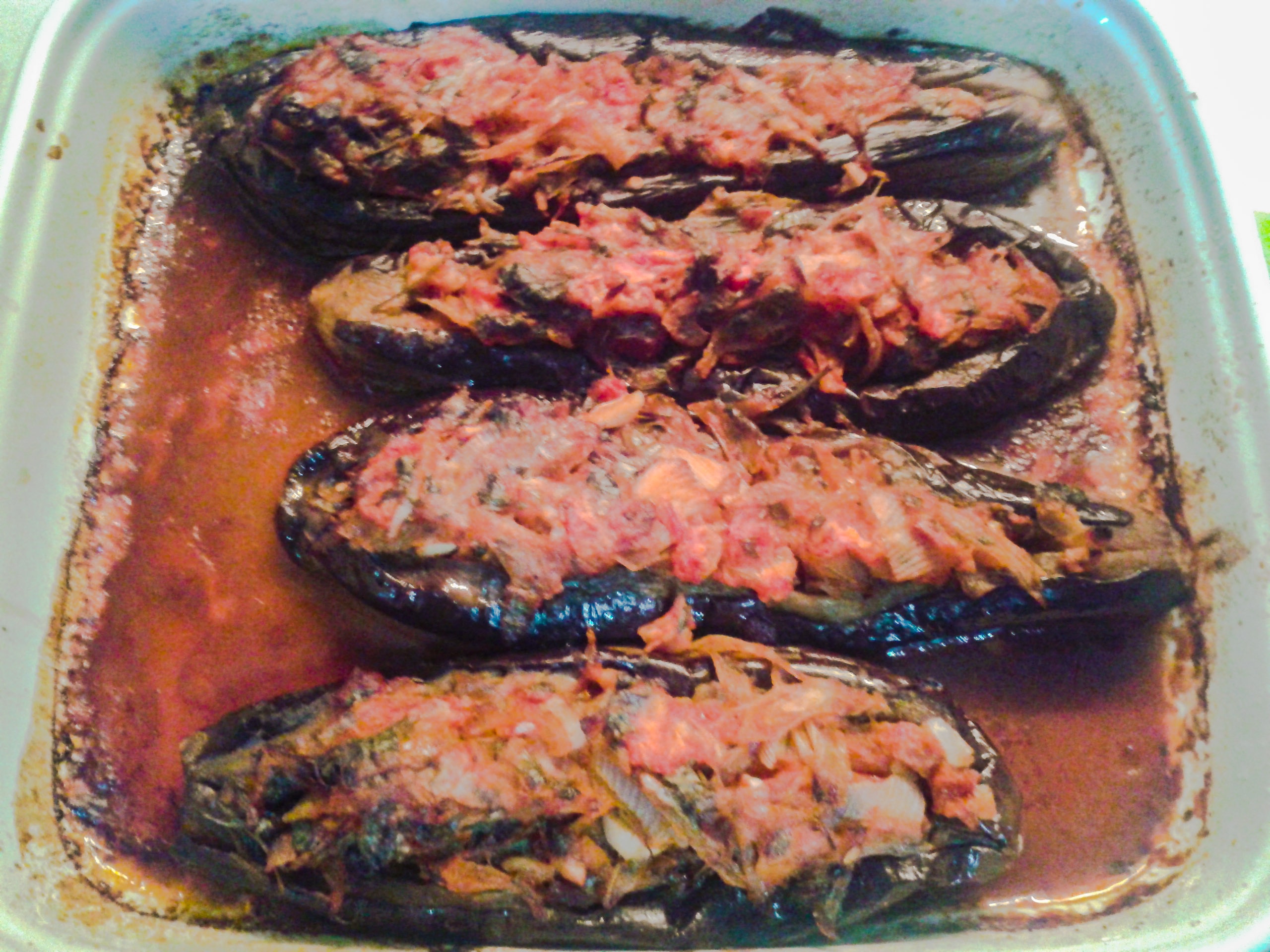
Турецька закуска Імам-баялди

Закуски з баклажанів — узагальнююче поняття для салатів, ікри з баклажанів та ін. У всьому світі існує безліч схожих страв, головним інгредієнтом яких є баклажани. Істотні відмінності в різновидах баклажанових салатів та ікри забезпечуються не тільки різним складом, але в більшій мірі й методом попереднього приготування баклажанів — вони можуть бути запечені в духовці або на грилі, відварені, смажені. Відмінності також досягаються за рахунок подрібнення баклажанів — для деяких закусок вони набувають пюреподібного виду або пропускаються через м'ясорубку, для інших нарізаються смугами, дрібними шматочками або соломкою.

## Місцеві різновиди
В Молдові та Румунії ця страва називається салат з синіх (рум. salată de vinete, дослівно «салат з синеньких») і готується з дрібно нарізаних запечених баклажанів з додаванням овочів, часнику та зелені. В єврейській кухні цього регіону салат з синіх готується з ікри запечених баклажанів з додаванням цибулі, кропу, петрушки, іноді нарізаних помідорів; баклажанна ікра з часником називається «при́смак».
У Молдові і Південній Україні салат з баклажанів — «салат з синіх», це салат з нарізаних баклажанів, цибулі і соняшникової олії. Баклажан запікається цілими, поки шкірка не потемніє і баклажан не стане м'яким. Шкірка знімається, м'якуш нарізають великим шматками з додаванням розчавленого часнику, порізаного свіжого коріандру та дрібно нарізаної цибулі. Заправляється соняшниковою олією, сіллю і перцем за смаком. У деяких районах Молдови в салат додають нарізані огірки і помідори.
У Близькосхідній кухні популярна закуска баба гануш з баклажанів і тахіні (кунжутної пасти). Це традиційна страва ліванської, єгипетської та інших кухонь країн Леванту і Північної Африки. Схожою з баба гануш східною стравою є мутабаль, який також готується з пюреподібних баклажанів і кунжутної пасти.
У Туреччині і деяких балканських країнах половинки баклажанів запікають з начинкою, готуючи закуску Імам-баялди. 
У Греції дещо схожа страва — це Мелідзана папуцакья. 
В Україні та Росії поширеною стравою є баклажанна ікра, яка являє собою салат або пюре на основі попередньо приготованих баклажанів. Іншими інгредієнтами можуть бути цибуля, помідори, олія, сіль, перець.
У Росії став досить популярний салат хе з баклажанів, створений під впливом корейської кухні. Він готується з нарізаних соломкою попередньо приготованих баклажанів, інших овочів, та рясно заправляється оцтом і спеціями за кілька годин до подачі.
Грузинська овочева страва аджапсандал готується з баклажанів, помідорів, солодкого перцю, цибулі, часнику, олії та пряних трав.
Баклажанна ікра по-одеськи: цілі баклажани і болгарські перці запікаються разом з шкіркою, після очищаються і дрібно рубаються разом зі свіжими помідорами. Сіль, перець, часник і цибулю додають за смаком. Ікра заправляється олією.